# Ана Тертер
Ана (Ганна) Тертер (нар. близько 1279 — пом. після 1304) — дочка болгарського царя Георгія I Тертера, сестра царя Феодора Святослава Тертера. У першому шлюбі Ганна була третьою або четвертою дружиною короля Стефана Уроша II Милутін, у другому — дружиною деспота Епіру Дмитра Дуки Комніна.

## Біографія

### Походження і перший шлюб
Раніше тривалий час Ганна Тертер вважалася дочкою царя Івана Асена III, але повідомлення сучасників Ани вказують, що вона була дочкою болгарського царя Георгія I Тертера. Тобто вона була сестрою царя Феодора Святослава Тертера.
Пахімер повідомляв, що Ана була дочкою Кіри Марії Асеніни, другої дружини Георгія. Більш поширена, проте, інша версія, згідно з якою матір'ю Ани була перша дружина Георгія Тертера, цариця Марія. На користь цієї гіпотези свідчить Никифор Григора. За словами Григори, коли в 1279 році Георгій I Тертер вирішив вступити в шлюб з сестрою Івана Асена III Кірою-Марією, він відправив свою першу дружину Марію у вигнання до Візантії «з його дітьми». У Георгія Тертера було троє дітей. Наймолодшою дитиною була дочка (можливо, з ім'ям Олена), яка народилася після повернення Марії в Тирново в 1284 році вийшла заміж за Чаку. Отже, в 1279 році разом з царицею Марією у вигнання вирушили Феодор Святослав і Ганна.
Першим чоловіком Ганни був король Рашки Стефан Урош II Милутин. Никифор Григора, Георгій Пахімер та інші джерела зафіксували не тільки сам факт шлюбу, повідомляючи, що Стефан Урош II Милутин одружився з сестрою «болгарського правителя Святослава», але й час його укладення. Тому шлюб Милутина з Ганною (як і шлюб з Симонідою), на відміну від кількох інших шлюбів цього короля, точно датований. Він був укладений у 1284 році, коли Ані, за оцінками істориків, бцло близько п'яти років. У Дубровницькому документі від 11 серпня 1284 року відзначені подарунки, надіслані Рагузою, сербського правителя, «взяв у дружини доньку болгарського царя».
Немає ясності, чи були у Ганни діти у шлюбі з Милутином. Джерела називають її матір'ю різних дітей сербського короля: Стефана Уроша III Дечанського, Костянтина і Ганни Неди, дружини царя Михайла III Шишмана. У сербській редакції «Синодика в тиждень православ'я» Ана згадується як мати дітей Стефана Милутина без вказівки імен. Проте історики вважають, що Ана була лише мачухою дітям Милутина, оскільки вважають, що вона народилася незадовго до 1279 року і була надто юна, щоб мати дітей на момент написання літопису (між 1286 та 1292 роками). Є також пряме свідчення Григори, який писав, що Стефан Милутин не мав дітей від сестри Феодора Святослава.
В 1292 році шлюб з Ганною перестав бути Милутину корисним, оскільки її батько вже не був царем, а брат жив як заручник в Орді. Цілком можливо, що вже з 1292 року Ганна жила окремо від Милутина. Ганна відсутня на написаній в 1296 році фресці в Церкві Святого Ахілія: в притворі храму на південній стіні представлені св. Ахиллій, Милутин, Драгутин та дружина Драгутина Каталіна. Є версія, що саме в цей час, в 1296—1299 роках, король жив разом з Єлизаветою Угорською, сестрою Каталіни і дочкою короля Угорщини Іштвана V. Ці відносини не визнавалися Сербської церквою. Крім цього, вважається, що в 1299 році Ана формально ще була дружиною Милутина. Феодор Метохит доносив про складнощі переговорів про шлюб Милутина і Симоніди, пов'язаних зі "страшними обіцянками, даними Милутином при одруженні на Ганні.

### Порядок шлюбів Милутина
Заплутане особисте життя Милутина призвело до того, що послідовність його шлюбів і імена матерів його дітей досі є предметом дискусій. В різному порядку називаються такі жінки: невідома на ім'я сербка (можливо, Олена), невідома на ім'я дочка Іоанна I Дуки, Єлизавета Угорська (дочка короля Іштвана V), Ганна Тертер, Симоніда Палеолог. Згідно першої версії, що йде від Пахімера, Єлизавета Угорська не була дружиною Милутина. Хроніст не називав Єлизавету серед жінок: він вважав, що з Єлизаветою Милутин мав «ганебний перелюб». Пахимер вважав Ганну третьою дружиною Милутина, а до Ганни називав невідому на ім'я першу дружину, а потім доньку правителя Фессалії Іоанна I Дуки.
Згідно другої версії, що йде від Григори, першою дружиною була дочка правителя Фессалії, другою — Єлизавета Угорська. Сербську дружину Милутин (Олену) Григора не згадував, а Ану називав третьою дружиною Милутина.

Відповідно до третьої версії, що йде від Анонімного донесення, відносини з Єлизаветою почалися вже після того, як був укладений шлюб з Аною Тертер. Лист Лодомера, архієпископа Естергома, від 8 травня 1288 року повідомляє про викрадення Єлизавети чеським феодалом Завишем з Фалькенштейном. Анонімне повідомлення від 1308 року 
|  | Четверта дочка Стефана Угорського була пострижена в монастир, де вона залишалася до 32 років, після чого вона залишила рясу і вийшла заміж за богемського дворянина, а після смерті останнього — за короля Рашки, якому вона народила дочку. |

 датує перший шлюб Єлизавети з Завишем 1287—1290 роками. Тобто, дружиною Милутина, нехай і не визнаною церквою, вона могла стати не раніше 1290 року. Історик В. Бастованович датує шлюб з Єлизаветою 1296 роком. Прихильники цих версій вважають Ганну Тертер третьою дружиною Милутина.

Прихильники четвертої версії дотримуються традиційної датування відносин Милутина з Єлизаветою Угорською (1283—1284 роки) і вважають їх відносини шлюбом. За цією версією, Ганна була четвертою дружиною Милутина.

### Розлучення
У 1299 році з політичних причин шлюб між Аною Тертер і Стефаном Милутином був розірваний, оскільки король вирішив одружитися з п'ятирічною або шестирічною візантійською принцесою Симонідою Палеолог, донькою імператора Андроніка II. За допомогою цього шлюбу Милутин уклав угоду з Візантією, за якою зберіг завойовані візантійські міста як придане Симоніди.
У 1299 році на річці Вардар обидві сторони обмінялися заручниками. Передавши візантійцям заручників, серед яких опинилася і Ганна Тертер, Милутин отримав Симоніду. За словами хроністів, Милутин сам зустрів свою нову наречену, шлюб з якою був укладений в Салоніках.
Згідно Пахимеру, імператор побоювався, що будуть серйозні проблеми з патріархом Іоанном XII Космою (1294—1303): шлюб Милутина з Ганною було укладено на законних підставах, всі джерела писали про певні «страшні клятви» або «надійні гарантії», даних Милутином при одруженні. До того ж Симоніда була ще занадто мала. Перед тим як відлучити Милутина від церкви патріарх вирішив переговорити з Аною. Після того, як Ана була передана візантійцям, її доставили в Константинополь, де в цей час перебували її батько, мати і мачуха. Свита, з якою подорожувала Ана, залишилася поза містом. Зустріч з патріархом відбулася в листопаді 1299 року.
Після Ани з патріархом зустрівся імператор, щоб обговорити ситуацію, що склалася. При розмові був присутній і Пахимер. Андронік II виправдовувався перед патріархом, пояснюючи, що миром з Милутином можна досягти набагато більше, ніж війною. Крім того, він вказував, що законна перша дружина Милутина була ще жива на момент весілля Милутина і Ани, отже, шлюб Милутина з Ганною був незаконним. До часу укладення шлюбу Милутина і Симоніди його перша дружина була вже мертва, з чого випливало, що шлюб з візантійською принцесою був повністю легітимним. В результаті, шлюб Милутина з Ганною, як і його шлюб із дочкою Івана I Дуки, був оголошений незаконним, після чого шлюб Милутина з Симонидой (четвертий або п'ятий) був визнаний законним, згідно з церковними канонами.
Таким чином, Стефан Урош Дечанський, народжена в шлюбі Милутина з Аною або з дочкою Івана I Дуки, раптово став незаконнонародженим. У 1314 році Стефан Урош підняв бунт проти батька. За однією з версій, він побоювався, що Милутин не призначить його своїм спадкоємцем.

### Другий шлюб
У 1300 році брат Ани Феодор Святослав скинув царя Чаку і зійшов на болгарський престол. Незабаром Георгій Тертер повернувся в Болгарію. Коли Феодор Святослав зайняв болгарський престол, він повернув батька додому і доручив йому в управління одне з міст. Ганна теж збиралася повернутися в Тирново, але як раз в цей час її полюбив овдовілий деспот Епіру Дмитро Дука Комнін Кутруліс. За повідомленням Пахимера, Ганна вступила в незаконний зв'язок з Дмитром, а потім з дозволу імператора Андроніка II вийшла за нього заміж. Проте є думка, що шлюб було організовано і укладено за побажанням імператора в 1300 році, щоб Ганна ніколи не могла оскаржити шлюб Симоніди з Милутином.
У 1304 році деспота Дмитра запідозрили в бажанні захопити трон у Візантії. Крім того, його шлюб із «жінкою, яка має вороже походження», став підозрілий для Константинополя. Таким чином, сім'я Ганни потрапила в немилість. У січні 1305 року деспот Дмитро був викликаний до двору і в березні 1305 року засуджений. Незабаром і Ганна Тертер була заарештована разом зі своїми дітьми від Дмитра і поміщена до «Великого палацу», а майно її чоловіка було конфісковано. Все їх майно було передано молодому імператору Михайлові IX, а будинок був відданий іншому синові Андроніка II Палеолога — деспота Іоанну. За словами Пахимера, Дмитро спробував втекти, але після невдачі помістили до Влахернської в'язниці.
Згідно Пахимеру, доля Ани стала причиною того, що її брат Феодор Святослав напав на Візантію. Момент був вибраний вдалий — болгарський цар скористався складною ситуацією у Візантії, яка оборонялася від турків у Малій Азії. Феодор завоював візантійські міста Месемврію, Анхіал, Діамполь, Созополь, але на річці Скафіда зазнав поразки. В 1308 році між Болгарією і Візантією було укладено мирний договір, в результаті чого, ймовірно, положення Ани та її чоловіка було полегшено. Подальша її доля невідома.